# اینجا هستیم که باشیم
اینجا هستیم که باشیم (به انگلیسی: We're Here Because We're Here) نام یک آلبوم استودیویی از گروه موسیقی راک بریتانیایی، آناتما است که در ۳۱ مه ۲۰۱۰ عرضه شد.
این آلبوم توسط استیون ویلسون عضو گروه پورکیوپاین تری میکس شده‌است. همچنین ویلی والو از گروه فنلاندی هیم در این آلبوم به عنوان عضو مهمان حضور دارد.

## لیست آهنگ‍‌ها
- تمام آهنگ‌ها توسط دنییل کاوانا نوشته شده، به جز آن‌هایی که ذکر شده‌است.

1. "Thin Air" (وینسنت، دنییل، جان داگلاس) – ۵:۵۹
2. "Summernight Horizon"
3. "Dreaming Light"
4. "Everything"
5. "Angels Walk Among Us" (با حضور ویله والو)
6. "Presence"
7. "A Simple Mistake"
8. "Get Off, Get Out" (دنییل، جان داگلاس)
9. "Universal" (دنییل، جان داگلاس)
10. "Hindsight"

## جایگاه در بین آلبوم‌های سال ۲۰۱۰
| چارت (۲۰۱۰)          | بالاترین جایگاه |
| -------------------- | --------------- |
| جدول آلبوم‌های هلند   | ۵۲              |
| جدول آلبوم‌های فنلاند | ۱۹              |
| جدول آلبوم‌های فرانسه | ۶۹              |
| جدول آلبوم‌های آلمان  | ۵۰              |
| جدول آلبوم‌های یونان  | ۶               |